# 裴行俭攻伏念之战
裴行俭攻伏念之战，唐高宗永隆二年（681年），唐朝礼部尚书裴行俭败突厥阿史那伏念、阿史德温傅军的作战。
朔州、黑山之战后，突厥余部围攻云州（今山西省大同市），唐朝代州都督窦怀悊、右领军中郎将程务挺率军将他们击败。681年正月，突厥反唐势力，再攻打原州（今宁夏回族自治区固原市）、庆州（今甘肃省庆阳市）。正月初五，唐高宗派右卫将军李知十等率军驻守在泾州（今甘肃省泾川县北）、庆州，防备突厥来犯。突厥反唐势力拥立阿史那伏念为可汗，和阿史德温博合兵侵犯唐朝。
正月二十三日，唐朝检校右卫大将军裴行俭为定襄道大总管，右武卫将军曹怀舜、幽州都督李文暕为副大总管，率军进攻突厥。三月，曹怀舜和副将窦义昭率领前部，听说阿史那伏念、阿史德温博都在黑沙（今内蒙古呼和浩特东北）以北、随身只有不到二十名骑兵，而且缺少粮食。于是在匏卢泊（今内蒙古呼和浩特东北）留下老弱兵马，率轻骑兵快速前进，想要和突厥决战。抵达黑沙之后，没有遭遇突厥军，而且唐军人困马乏，只好慢慢撤军。回到长城之北，遭遇阿史德温博所部，小战之后就各自退军。曹怀舜等撤退到横水，遭遇阿史那伏念所部。曹怀舜、窦义昭、李文暕、副将刘敬同率军组成方阵，一天后，阿史那伏念乘风势进攻，曹怀舜等人于是弃军而走，唐军大败。曹怀舜聚合散兵，用金帛贿赂伏念，和他约和得以回军。阿史那伏念于是北撤。
闰七月，裴行俭抵达代州陉口（今山西代县西北陉岭关口），用反间计挑拨阿史那伏念与阿史德温博，阿史那伏念将妻儿辎重留在金牙山，自己带领轻骑兵南下攻打曹怀舜。裴行俭派副将何迦密从通漠道，程务挺从石地道，突袭金牙山，于是阿史那伏念再和曹怀舜约和罢兵，回到金牙山，发现妻儿辎重已失，属下士卒多病，只好北撤细沙。裴行俭派副总管刘敬同、程务挺等将领带领单于都护府的兵马追赶。阿史那伏念表示自己可以抓住阿史德温傅来将功赎罪。裴行俭答应伏念投降就不杀他。伏念还在犹豫，认为唐军道远，没有戒备。唐军抵达细沙，伏念不能整合兵马，于是抓住阿史德温傅降唐。唐高宗后来听从宰相裴炎的建议，杀死了伏念，导致次年突厥骨咄禄再次反唐。